# Blanca Moncada Pesantes
Blanca Moncada Pesantes (n. 1989), é uma jornalista e escritora equatoriana que ganhou o Premio al Mejor Reportaje 2020 e o El Gran Premio Jorge Mantilla Ortega.

## Percurso
Blanca Moncada Pesantes, também conhecida como Blanki Monki, nasceu no Equador. Em 2006, com 17 anos, inscreveu-se na faculdade no curso de direito porque o pai desejava que ela fosse advogada.  Ao fim de um semestre conclui que não quer seguir advogacia e muda de faculdade, passando a estudar jornalismo.
Está no segundo ano do curso quando começa a trabalhar no jornal El Universo, ao qual se seguem os jornais El Telégrafo o Expreso, permanecendo neste último.
Em 2020, torna-se internacionalmente conhecida por, em plena pandemia covid-19, ter tomado a iniciativa de organizar a informação sobre as baixas provocadas pelo virus na segunda maior cidade equatoriana de Guayaquil. Esta era em Abril de 2020, o epicentro da doença no país, cujos números de mortos era superior ao registados nos países vizinhos.
Assim, ela começou a contactar todos os que comunicavam através das redes sociais a morte de parentes, vizinhos, cujos cadáveres ainda não haviam sido recolhidos. Após confirmar as informações, criou no twitter uma thread onde foi listando todos os casos conhecidos. Com este trabalho ela procurou chamar a atenção nacional e internacional de maneira a obter ajuda.

## Prémios
Com a sua reportagem intitulada Al fin tenemos dónde ir a llorarlo, na qual contou a procura de uma mulher que teve de procurar o corpo do marido vitima de covid 19 durante quatro meses, ganhou os dois dos maiores prémios de jornalimo do Equador: o Premio al Mejor Reportaje 2020 e o El Gran Premio Jorge Mantilla Ortega.

## Publicações Seleccionadas
Em 2021, publicou o livro Mis historias urbanas, onde reuniu crónicas que escreveu para a sua coluna semanal no Diário Extra.